# Sula sula
El piquero patirrojo (Sula sula), también conocido como piquero de patas coloradas, es una especie de ave suliforme de la familia Sulidae que habita en los océanos tropicales.

## Descripción
El piquero patirrojo es el más pequeño de su género, con unos 70 cm de longitud y una envergadura alar de hasta un metro. Tiene las patas rojas y el pico azul o azul y rosado, que suele estar enmarcado por la garganta negra. Su lorum desnudo está cubierto por una carúncula azul como el pico. Esta especie es polimórfica respecto al color del plumaje. En el morfo blanco la mayor parte del plumaje es blanco (con la cabeza amarillenta) y las plumas de vuelo negras. El morfo colinegro es similar pero con la cola negra, por lo que puede confundirse con el piquero de Nazca y el piquero enmascarado. El morfo pardo tiene prácticamente todo el plumaje pardo. El morfo pardo con cola blanca es similar pero con el vientre, el obispillo y la cola blancos. El morfo pardo con cabeza y cola blancas, tiene la mayor parte de su cuerpo, la cabeza y cola blancos, con las alas y la espalda pardas. Los distintos morfos crían unos con otros, pero en la mayoría de las regiones predominan uno o dos morfos, por ejemplo en las islas Galápagos, la mayoría de los piqueros patirrojos pertenecen al morfo pardo, aunque también se encuentran individuos del morfo blanco.
Ambos sexos tienen un aspecto similar, pero los juveniles son parduzcos con las alas más oscuras, las patas rosadas claras, mientras que los polluelos están cubiertos de un denso plumón blanco.

## Distribución
Se extiende por la franja tropical de los océanos Pacífico, Atlántico e Índico.

## Galería

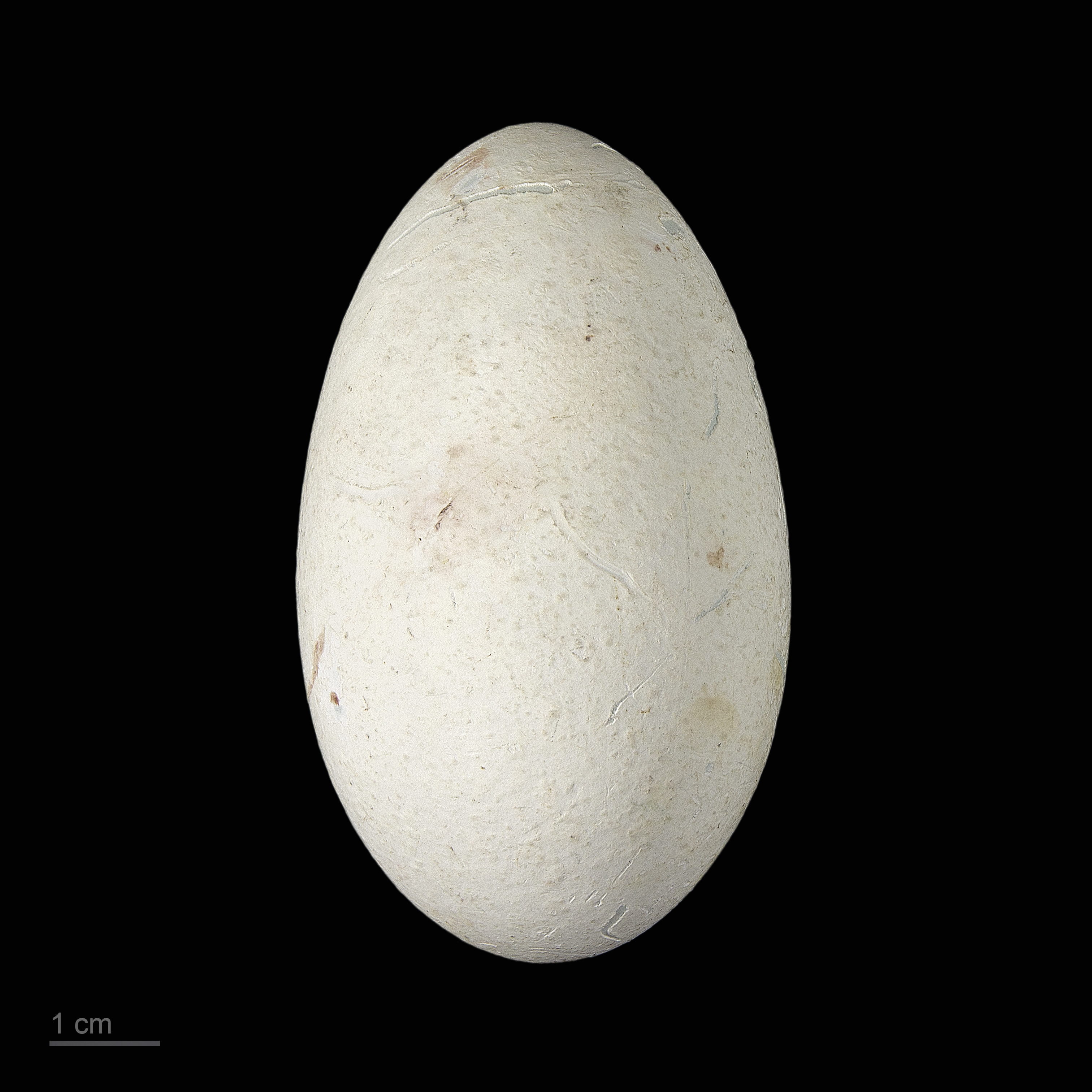
Sula sula - MHNT
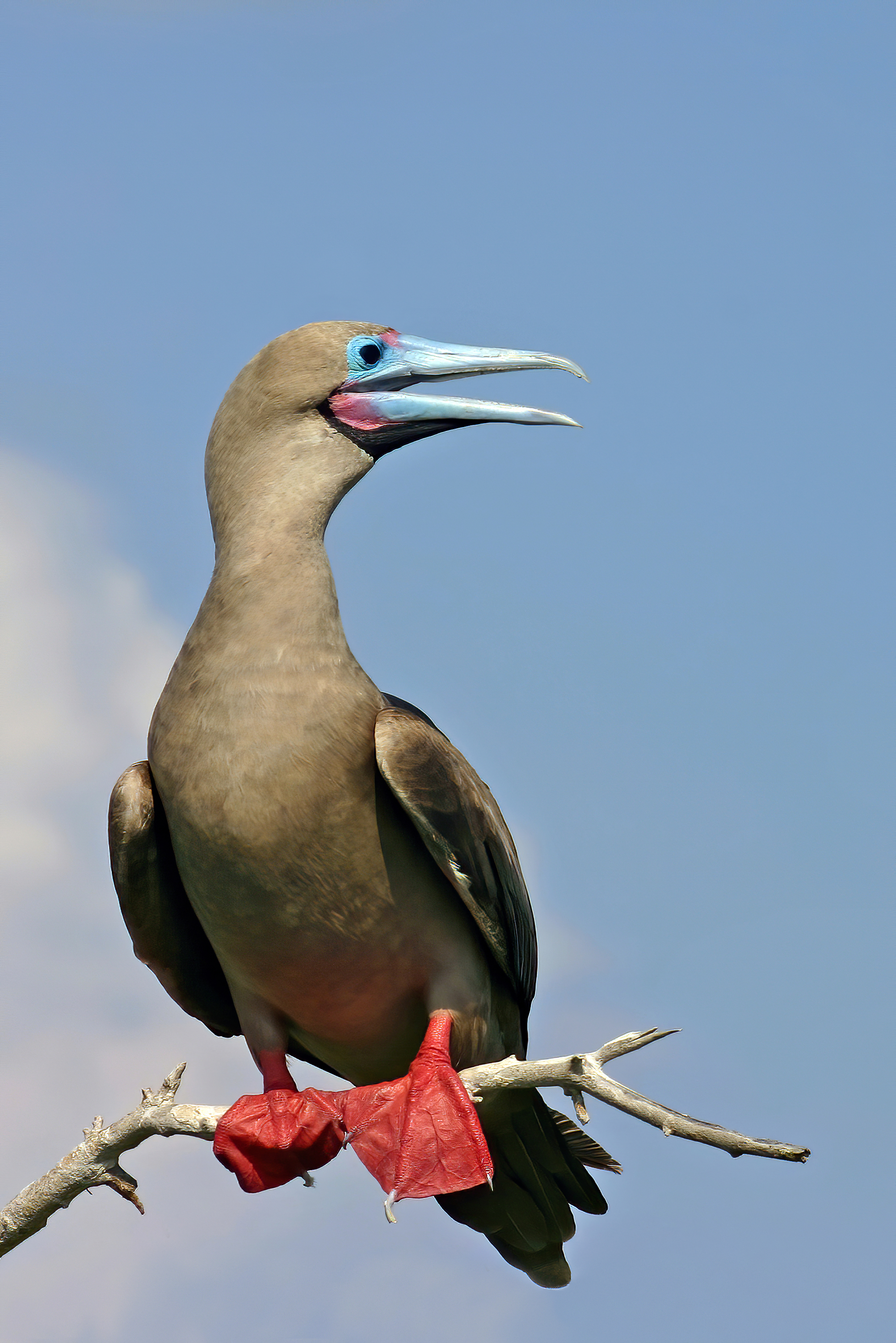
Macho del morfo pardo